# John Vallely
John Stephen Vallely (Newport Beach, California, 3 de octubre de 1948) es un exjugador de baloncesto estadounidense que jugó dos temporadas en la NBA. Con 1,90 metros de altura, lo hacía en la posición de Base.

## Trayectoria deportiva

### Universidad
Comenzó jugando en el pequeño Community College de Orange Coast, de donde tras dos temporadas fue transferido a los Bruins de la Universidad de California, Los Ángeles, promediando en sus dos temporadas 13,8 puntos y 3,5 rebotes por partido. Formó parte del mítico equipo de John Wooden que consiguió ganar los dos años consecutivos el Torneo de la NCAA. En su última temporada fue además incluido en el tercer mejor quinteto All-American.

### Profesional
Fue elegido en la decimocuarta posición del Draft de la NBA de 1970 por Atlanta Hawks, donde jugó una temporada, en la cual jugadores como Pete Maravich o Mahdi Abdul-Rahman apenas le dieron opción de jugar poco más de 8 minutos por partido, en los que promedió 3,7 puntos.
Poco después de comenzar la temporada 1971-72 fue traspasado junto con Jim Davis a Houston Rockets a cambio de Larry Siegfried y Don Adams. En el equipo tejano tuvo incluso menos oportunidades de juego que en Atlanta, por lo que decidió retirarse al finalizar la temporada.

## Estadísticas de su carrera en la NBA

### Temporada regular
| Temporada | Edad | Equipo          | Liga | P   | TIT | MIN  | TC  | TCA | %TC  | TL  | TLA | %TL  | REB | ASIS | FP  | PTS |
| 1970-71   | 22   | Atlanta Hawks   | NBA  | 51  |     | 8.4  | 1.4 | 4.0 | .358 | 0.9 | 1.2 | .763 | 0.7 | 0.9  | 1.0 | 3.7 |
| 1971-72   | 23   | TOTAL           | NBA  | 49  |     | 7.5  | 1.4 | 3.5 | .404 | 0.6 | 0.9 | .667 | 0.7 | 0.8  | 1.0 | 3.4 |
| 1971-72   | 23   | Atlanta Hawks   | NBA  | 9   |     | 12.2 | 2.2 | 4.8 | .465 | 1.4 | 2.2 | .650 | 1.2 | 1.0  | 1.4 | 5.9 |
| 1971-72   | 23   | Houston Rockets | NBA  | 40  |     | 6.4  | 1.2 | 3.2 | .383 | 0.4 | 0.6 | .680 | 0.5 | 0.7  | 0.9 | 2.9 |
| Total     |      |                 | NBA  | 100 |     | 8.0  | 1.4 | 3.8 | .379 | 0.8 | 1.0 | .721 | 0.7 | 0.8  | 1.0 | 3.6 |